# Surplex
L'entreprise Surplex GmbH, basée à Düsseldorf (Allemagne), est une maison de vente aux enchères industrielle spécialisée dans le commerce de machines d'occasion. La société achète et vend des machines d'occasion et des équipements industrielles dans le monde entier, organise des ventes aux enchères en ligne et propose des expertises et des évaluations. De plus, Surplex est l'une des seules entreprises de l'ancienne Nouvelle économie qui est aujourd'hui bénéficiaire.

## Histoire

### Fondation
Surplex.com AG a été fondé à la fin de l'année 1999 par les frères Bruno et Florian Schick en tant que startup typique de l'époque dotcom. L'idée de départ était de développer une place de marché en ligne pour simplifier le commerce de machines industrielles d'occasion et de rendre le très segmenté marché des machines d'occasion plus transparent. Ce modèle commercial a attiré de nombreux investisseurs institutionnels et privés. Des sociétés internationales de capital-risque tels que le Groupe Carlyle ou le groupe français Vivendi ont investi au total environ 50 millions d'euros. D'importants investisseurs privés tels que Lars Schlecker, Lars Windhorst, Marc Schrempp ou le directeur de Fiat Paolo Frescoe ont également rejoint Surplex.
La plateforme BtoB de Surplex était déjà un leader dans la vente de machines et d'équipements d'occasion au début de ses activités commerciales et a été nommée meilleure plateforme par Forrester Research en 2001.

### Crise (2001–2003)
Avec l'éclatement de la Bulle Internet, Surplex.com AG a également connu une grave crise. Des succursales ont été fermées, le siège de l'entreprise a été déplacé de Berlin à Düsseldorf et la plupart des quelque 140 emplois ont été supprimés. En mars 2003, la direction a été reprise par Michael Werker, qui était arrivé chez Surplex après avoir travaillé dans le groupe de construction mécanique traditionnel Deutz AG.

### Consolidation (2004–2009)
Entre 2004 et 2009, la plateforme d'enchères surplex.com a été développée en permanence. Depuis lors, Surplex réalise d'importantes ventes aux enchères industrielles, par exemple pour Linde AG, ABB, ThyssenKrupp et Bayer. Le modèle commercial initialement purement numérique a été complété par des services analogiques, comme il est d'usage dans le commerce traditionnel de machines.

### Internationalisation (depuis 2010)
Aujourd'hui, Surplex dispose de filiales dans 13 pays européens (en novembre 2020), dont l'Espagne, la France et le Royaume-Uni. En 2020, la plateforme d'enchères en 16 langues est devenue le centre de l'activité. Chaque année, plus de 55 000 biens industriels sont mis aux enchères dans plus de 500 ventes aux enchères. Ces biens proviennent généralement de fermetures d'entreprises, de restructurations ou de faillites.
Depuis l'été 2020, Ghislaine Duijmelings, qui a une expérience internationale, dirige l'entreprise en tant que troisième directrice générale, aux côtés de Michael Werker et Ulrich Stalter. En août 2024, Surplex a été racheté par TBAuctions, un groupe européen multimarques (Troostwijk Auctions, Klaravik, Surplex, Auksjonen, PS Auctions, British Medical Auctions, Vavato et Auktionshuset dab) et une plateforme numérique d'enchères B2B.

## Les produits/services
Ces biens industriels proviennent généralement de fermetures d'usines, de restructurations ou d'insolvabilités. Surplex propose des ventes directes ainsi que tous les services hors ligne nécessaires au commerce mondial de machines d'occasion. Il s'agit notamment du démontage , du chargement et du dédouanement. Sous la marque Valuplex, Surplex fournit des expertises et des évaluations.